# 击倒 (暴力游戏)
击倒（knockout），也称为击倒游戏（knockout game）、“K.O.王”（knockout king）、“轰炸”（bombing）、“打北极熊”（polar-bearing），是2012年至2013年发现的主要在美国黑人间流行的一种暴力袭击游戏 。游戏参与者会随机选定行人或其他陌生人为目标，趁其不注意时冲到受害者身边施以重拳，力求一拳将受害者击昏倒地（一击K.O.）。有的参与者会将过程拍摄下来上传至互联网。这种游戏已经导致多人重伤甚至死亡。某些发生击倒案例的市镇警方碍于逆向种族主义而声称所谓击倒游戏是都市传说，是将某些零星袭击事件串联的结果，是一种道德恐慌。另外的看法则认为击倒游戏中有种族动机，是族群之间的仇恨犯罪。

## 历程
最早的类似击倒游戏的例子可以追溯到1992年在英格兰和法国地区也有类似的案例。2013年中段，一个英国少年进行了一系列此类袭击。当时这种游戏被称为“轰炸”。舆论将这种行为和另一种源自英国的青少年街头犯罪“掴掌乐”（happy slapping，一种由数人将受害者围住进行掌掴取乐并用手机摄录的行为）联系在一起。
美国社会发现击倒游戏则源于有媒体发现了东北部地区有不断增长的此类攻击事件报告。2013年11月，纽约布鲁克林区的王冠高地（Crown Heights, Brooklyn）地带发生了一系列连续袭击事件，导致传言扩散。有关击倒游戏成为流行的说法开始出现。这种说法被认为是一种都市传说，是青少年犯罪事件造成的道德恐慌。

## 成因
击倒游戏的肇因很多。某些媒体评论将焦点集中在这些袭击行为中的种族成分上，另外也有舆论将其与其他非种族犯罪联系。

### “游戏”的说法
在某些案例中，媒体将击倒袭击行为称为“游戏”，是暴力犯罪游戏的一种。这些行为中的“游戏”成分包括：随机选择受害者，有专门拍摄并上传至网络，录影中可以听到参与者的笑声等等。但也有认为这种行为并非“游戏”的看法。纽约市警方怀疑这种行为并非是流行趋势，只是数起独立犯罪事件的巧合不过纽约州众议员Jim Tedisco要求立法将“击倒游戏”定为可判刑范围，将制造这种袭击的青少年视为成年人处理。纽约州雪城警方声称，他们在审问一起致命袭击的袭击者时，後者认定自己进行的是“击倒游戏”，并且只是在“玩游戏”，而不是谋杀或抢劫。据《纽约时报》11月23日报导，纽约市警方正考虑如何应对这种“游戏现象”，以及应当如何向市民提供建议，但仍然没有确定这种游戏的确实存在性。不少官方人士拒绝将这种袭击行为认定为“游戏”。费城市长迈克尔·纳特（Michael Nutter）明确表明他不愿意将发生在当地的一起袭击定位为此类游戏。密歇根州兰辛市的“指出并击倒”（point 'em out, knock 'em out）的袭击则使用了泰瑟枪。

### 种族问题
在2013年的袭击事件评论中，一些保守派的政治评论家将焦点集中在种族因素上。他们强调这类袭击多数是由非裔青少年制造，并谴责媒体对其中的种族因素避而不谈。福克斯新闻频道的政治评论员比尔·奥莱利（Bill O'Reilly）将“击倒”袭击行为描述为“美国年青黑人无意义犯罪的又一个例子”并对“它们得到如此少的关注”感到失望。
约翰杰刑事法学院研究与评估中心的领导人杰弗里·巴茨（Jeffrey Butts）则称击倒游戏被置于种族的有色眼镜下审视。《Slate》杂志的埃玛·罗勒（Emma Roller）和The Daily Beast的贾梅尔·鲍伊（Jamelle Bouie）认为在一系列击倒游戏的报导中，受害人是白人，袭击者是年少黑人的事实被过分强调了。他们认为YouTube不能作为击倒游戏的可靠证据。此外黑人社群也对袭击作出谴责，并指出若受害者是黑人时他们将不会沉默

### 反犹
布鲁克林区袭击中的8名受害者都是犹太人。有的人因此怀疑这些袭击是反犹太人的仇恨犯罪。ABC Nightline报导，纽约市警方反犹太主义也是袭击的诱因之一。一名28岁的袭击者由于袭击犹太人，被以“仇恨犯罪”的罪名起诉，有可能面临比袭击罪名严重得多的判罚。这名袭击者否认自己是反犹太人主义者。

## 死亡案例
- 2013年9月10日，新泽西州霍博肯的三名年龄介于13至14岁之间的少年因为将一个46岁流浪者拉尔夫·圣地亚哥（Ralph Santiago）袭击致死，被以谋杀罪起诉。[27][28]
- 2013年6月14日，英格兰博尔顿的17岁少年伊登·洛马克斯（Eden Lomax）将43岁的西蒙·米切尔（Simon Mitchell）击倒，致後者死亡。伊登·洛马克斯称自己在进行“轰炸”。他以前曾经参加过多次“轰炸”。[1][2]
- 2013年6月14日，纽约州雪城的一名16岁少年和一名13岁少年在击倒游戏中重伤51岁的迈克尔·丹尼尔斯（Michael Daniels）。後者一天后不治身亡。[29]两人被判入狱18个月。[30]
- 2011年4月16日，密苏里州圣路易斯的一名18岁青年将72岁的阮黄（Hoang Nguyen）击倒，导致後者死亡。[31][32]袭击者被判入狱55年[33]。
- 1992年9月18日，马萨诸塞州剑桥的数名青少年将21岁的麻省理工学院学生英韦·劳斯泰因（Yngve Raustein）刺伤并重击其头部，导致後者死亡。有人听到袭击者将此次事件称为“击倒游戏”。[14]